# Papum Pare
Der Distrikt Papum Pare ist ein Distrikt im indischen Bundesstaat Arunachal Pradesh. Sitz der Distriktverwaltung ist Yupia. Der zugehörige Hierarchische Administrative Subdivision-Code (HASC) lautet: IN.AR.PA.

## Geschichte
Das Gebiet stand jahrhundertelang nominell unter tibetischer Herrschaft. Die McMahon-Linie schlug das Gebiet Britisch-Indien zu und es wurde von Assam aus verwaltet. Da die Chinesen die Shimla-Konvention im Jahr 1914 nicht unterschrieben hatten, betrachten sie das Gebiet als Teil Tibets (Südtibet) und somit Chinas. Die Briten und danach die Inder verwalteten das Gebiet als Teil der North-East Frontier Tracts (ab 1951 North-East Frontier Agency). Es war bis 1948 Teil des 1919 gegründeten Balipara Frontier Tracts und dieses Gebiet trug später den Namen Subansiri Area. Nach der Unabhängigkeit Indiens wurde diese Agency in Subansiri Frontier Division umbenannt. Seit einer weiteren Umbenennung am 1. September 1965 trug dieses Gebiet den Namen Distrikt Subansiri. Die sich widersprechenden Gebietsansprüche führten 1962 zum Indisch-Chinesischen Grenzkrieg und der kurzzeitigen Besetzung durch die Volksrepublik China. Am 13. Mai 1980 spaltete sich der Distrikt Subansiri in die beiden Distrikte Lower Subansiri und Upper Subansiri auf. Das Gebiet des heutigen Distrikts wurde Teil des Distrikts Lower Subansiri. Der Westen und Süden dieses Gebiets trennte sich am 22. September 1992 vom Distrikt Lower Subansiri ab und wurde zum Distrikt Papum Pare (Kapitel Brief History of the district, Seite xix, im District Census Hand Book 2011).

## Geografie

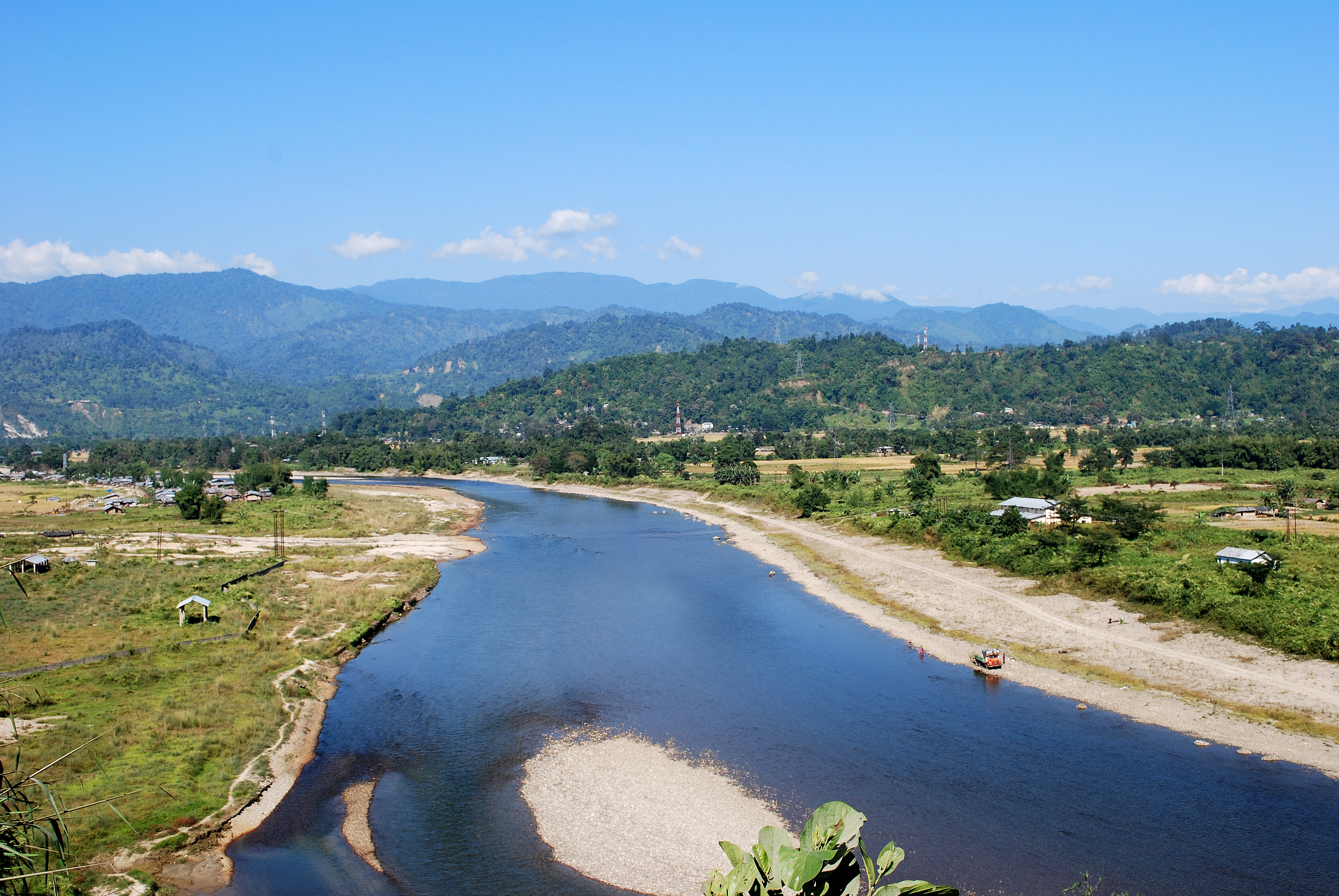
Dikrong-Fluss bei Itanagar

Der Distrikt Papum Pare liegt im Südwesten von Arunachal Pradesh. Der Distrikt grenzt im Westen an die Distrikte East Kameng und Pakke-Kessang, im Norden an die Distrikte Kurung Kumey, Kra Daadi, Lower Subansiri und Kamle sowie im Osten, Südosten und Süden an den Bundesstaat Assam. Die Fläche des Distrikts Papum Pare beträgt 4662 km². Die wichtigsten Flüsse im Distrikt sind Pare, Panior (Ranganadi) und Dikrong. 1978 wurde das 140 km² große Itanagar-Wildreservat (Itanagar Wildlife Sanctuary) eingerichtet. Bis auf den Unterlauf des Dikrong ist das gesamte Distriktsgebiet bewaldetes Bergland.

## Bevölkerung

### Übersicht
Nach der Volkszählung 2011 hat der Distrikt Papum Pare 176.573 Einwohner. Bei 61 Einwohnern pro Quadratkilometer ist der Distrikt eher dünn besiedelt. Die Bevölkerungsentwicklung ist typisch für Indien. Zwischen 2001 und 2011 stieg die Einwohnerzahl um 44,7 Prozent. Seit Jahrzehnten ist der Hauptgrund für die starke Bevölkerungszunahme die Zuwanderung. Der Distrikt ist mehrheitlich städtisch geprägt und hat eine überdurchschnittliche Alphabetisierung. Es gibt keine Dalits (scheduled castes), aber sehr viele Angehörige der anerkannten Stammesgemeinschaften (scheduled tribes).

### Bevölkerungsentwicklung
Wie überall in Indien wächst die Einwohnerzahl im Distrikt Papum Pare seit Jahrzehnten stark an. Die Zunahme betrug in den Jahren 2001–2011 rund 45 Prozent (44,73 %). In diesen zehn Jahren nahm die Bevölkerung um fast 55.000 Menschen zu. Die genauen Zahlen verdeutlicht folgende Tabelle:

### Bedeutende Orte
Im Distrikt gibt es nur drei Orte, die als Städte (town oder census town) gelten. Dennoch ist der Anteil der städtischen Bevölkerung im Distrikt hoch. Denn 96.963 der 176.573 Einwohner oder 54,91 % leben in städtischen Gebieten.

### Bevölkerung des Distrikts nach Geschlecht
Der Distrikt hatte immer mehr männliche wie weibliche Einwohner. Dies ist typisch für weite Gebiete Indiens. Der Anteil der männlichen Bevölkerung liegt aber deutlich über dem indischen Durchschnitt. Dies aufgrund der starken Zuwanderung. Langsam bewegt sich die Geschlechterverteilung auf ein in Indien normales Verhältnis zu. Bei den Personen unter 7 Jahren überwiegt bereits das weibliche Geschlecht (total 12.525 Personen; davon 6288 weiblichen und 6237 männlichen Geschlechts). Die Verteilung der Geschlechter sieht wie folgt aus:
| Verteilung der Bevölkerung nach Geschlecht im Distrikt Papum Pare |                   |                   |                   |                   |                   |                   |                   |                   |                   |                   |                   |                   |
|                                                                   | Volkszählung 1961 | Volkszählung 1961 | Volkszählung 1971 | Volkszählung 1971 | Volkszählung 1981 | Volkszählung 1981 | Volkszählung 1991 | Volkszählung 1991 | Volkszählung 2001 | Volkszählung 2001 | Volkszählung 2011 | Volkszählung 2011 |
| Anzahl                                                            | Anteil            | Anzahl            | Anteil            | Anzahl            | Anteil            | Anzahl            | Anteil            | Anzahl            | Anteil            | Anzahl            | Anteil            |                   |
| GESAMT                                                            | 12.823            | 100 %             | 17.632            | 100 %             | 39.736            | 100 %             | 72.811            | 100 %             | 122.003           | 100 %             | 176.573           | 100 %             |
| Männer                                                            | 7543              | 58,82 %           | 9234              | 52,37 %           | 22.657            | 57,02 %           | 39.775            | 54,63 %           | 64.184            | 52,61 %           | 89.182            | 50,51 %           |
| Frauen                                                            | 5280              | 41,18 %           | 8398              | 47,63 %           | 17.079            | 42,98 %           | 33.036            | 45,37 %           | 57.819            | 47,39 %           | 87.391            | 49,49 %           |

### Volksgruppen
In Indien teilt man die Bevölkerung in die drei Kategorien general population, scheduled castes und scheduled tribes ein. Die scheduled castes (anerkannte Kasten) mit (2011) 0 Menschen (0,00 Prozent der Bevölkerung) werden heutzutage Dalit genannt (früher auch abschätzig Unberührbare betitelt). Die scheduled tribes sind die anerkannten Stammesgemeinschaften mit (2011) 117.216 Menschen (66,38 Prozent der Bevölkerung), die sich selber als Adivasi bezeichnen. Zu ihnen gehören in Arunachal Pradesh 104 Volksgruppen. Die mitgliederreichsten anerkannten Stammesgemeinschaften sind die Nyishi (74.985 Personen oder 42,47 % Bevölkerungsanteil), Nissi (9316 Personen oder 5,28 %), Galong (8208 Personen oder 4,65 %), Apatani (7680 Personen oder 4,35 %), Tagin (2880 Personen oder 1,63 %) und Adi (2827 Personen oder 1,60 %). Die höchsten Anteile erreichen die Mitglieder der anerkannten Stammesgemeinschaften in den Circles Kakoi, Leporiang, Mengio, Parang und Taraso, wo sie jeweils mehr als 95 % der Bevölkerung stellen.

### Bevölkerung des Distrikts nach Sprachen
Der Distrikt ist sprachlich sehr durchmischt. Doch benutzt eine deutliche Mehrheit der Bevölkerung eine tibetobirmanische Sprache. Die weitverbreitetsten Sprachgruppen dieser Sprachfamilie sind Nissi/Dafla (mit Nissi/Dafla, Apatani und Tagin) mit 96.309 Personen oder 54,54 % der Einwohnerschaft, Adi (mit Talgalo, Adi, Gallong und Miniyong; 14.561 Personen oder 8,25 %), Miri/Mishing (1475 Personen oder 0,84 %), Karbi/Mikir (1349 Personen oder 0,76 %) und Monpa (1108 Personen oder 0,63 %). Nissi/Dafla ist in allen Circles und ebenso in allen drei Städten die gebräuchlichste Muttersprache. Nebst Nissi/Dafla ist nur noch Karbi/Mikir eine einheimische Sprache. Nur diese beiden Sprachgruppen haben mehr Muttersprachler unter der Landbevölkerung als in den Städten. Alle anderen Personen sind Zugewanderte aus anderen Regionen Arunachal Pradeshs (Adi, Miri/Mishing und Monpa) oder aus anderen Gebieten Südasiens (meist Indien; aber auch Nepal und Bangladesch).
Eine bedeutende Minderheit von rund 30 % der Einwohnerschaft stellen Menschen mit indoarischen Sprachen. Die Sprachgruppen Bengali (18.562 Personen oder 10,51 %), Hindi (mit Hindi und Bhojpuri; 14.427 Personen oder 8,17 %), Assami (8768 Personen oder 4,97 %) und Nepali (Nepalesich) sind die stärksten Sprachgruppen der indoarischen Sprachen. Alle Menschen mit indoarischen Sprachen sind Zugewanderte aus anderen Teilen Indiens, Nepal oder Bangladesch. Dies zeigt auch die Verteilung Stadt/Land auf. Von den Personen mit Bengali als Muttersprache leben 8125 in Itanagar und 5667 in Naharlagun. Und bei den Menschen mit einer dem Hindi zugerechneten Muttersprache leben 5628 in Itanagar und 4555 in Naharlagun. Ähnlich sieht es bei Assami, Nepalesich, Bodo/Boro und Malayalam aus. Die Verteilung der Einzelsprachen sieht wie folgt aus:
| Jahr                                   | Nissi/Dafla | Nissi/Dafla | Bengali | Bengali | Assami | Assami | Hindi | Hindi  | Nepali | Nepali | Apatani | Apatani | Talgalo | Talgalo | Bhojpuri | Bhojpuri | Adi  | Adi    | Gesamt  | Gesamt   |
| Jahr                                   | Zahl        | %           | Zahl    | %       | Zahl   | %      | Zahl  | %      | Zahl   | %      | Zahl    | %       | Zahl    | %       | Zahl     | %        | Zahl | %      | Zahl    | %        |
| -------------------------------------- | ----------- | ----------- | ------- | ------- | ------ | ------ | ----- | ------ | ------ | ------ | ------- | ------- | ------- | ------- | -------- | -------- | ---- | ------ | ------- | -------- |
| 2011                                   | 85.056      | 48,17 %     | 16.516  | 9,35 %  | 8758   | 4,96 % | 8388  | 4,75 % | 7961   | 4,51 % | 7855    | 4,45 %  | 7448    | 4,22 %  | 4203     | 2,38 %   | 3289 | 1,86 % | 176.573 | 100,00 % |
| Quelle: Ergebnis der Volkszählung 2011 |             |             |         |         |        |        |       |        |        |        |         |         |         |         |          |          |      |        |         |          |

### Bevölkerung des Distrikts nach Bekenntnissen
Der Distrikt ist religiös gemischt. Die Christen als stärkste Glaubensgemeinschaft bestehen überwiegend aus den einheimischen Volksgruppen der Nyishi, Nissi, Galong, Apatani, Tagin und Adi. Ein Teil der einheimischer Volksgruppen praktiziert noch ihre Ethnischen Religionen. Unter den zahlreichen Zugewanderten dominieren die Hindus (Nepalesen, Assamesen, Bengalen, Hindustanis). Die kleine buddhistische Minderheit besteht überwiegend aus Monpas, Bhotias und Tibetern.
In sämtlichen Circles ist das Christentum stark verbreitet mit Anteilen zwischen 32,99 % im Circle Itanagar und 98,65 % im Circle Leporiang. Christliche Mehrheiten gibt es in 13 der 15 Circles. Die Hindus erreichen ihre höchsten Anteile in den Circles Naharlagun (40,28 %), Itanagar (38,56 %), Kimin (38,00 %) und Doimukh (37,74 %). Hochburgen der Zugehörigen zu Ethnischen Religionen sind die Circles Itanagar (20,35 %) und Gumto (15,81 %).
In den von starker Zuwanderung betroffenen Städten Itanagar und Naharlagun ist die Einwohnerschaft religiös stark gemischt. Im Unterschied zu den Landgebieten sind die Hindus in beiden Städten mit jeweils über 40 % Bevölkerungsanteil die stärkste Glaubensgemeinschaft. Gefolgt von den Christen und der Anhängerschaft Ethnischer Religionen. Die genaue religiöse Zusammensetzung der Bevölkerung zeigt folgende Tabelle:
| Jahr                                   | Buddhisten | Buddhisten | Christen | Christen | Hindus | Hindus  | Jainas | Jainas | Muslime | Muslime | Sikhs | Sikhs  | Andere | Andere  | keine Angaben | keine Angaben | Gesamt  | Gesamt   |
| Jahr                                   | Zahl       | %          | Zahl     | %        | Zahl   | %       | Zahl   | %      | Zahl    | %       | Zahl  | %      | Zahl   | %       | Zahl          | %             | Zahl    | %        |
| -------------------------------------- | ---------- | ---------- | -------- | -------- | ------ | ------- | ------ | ------ | ------- | ------- | ----- | ------ | ------ | ------- | ------------- | ------------- | ------- | -------- |
| 2011                                   | 4768       | 2,70 %     | 84.397   | 47,80 %  | 57.027 | 32,30 % | 139    | 0,08 % | 6148    | 3,48 %  | 310   | 0,18 % | 22.586 | 12,79 % | 1198          | 0,68 %        | 176.573 | 100,00 % |
| Quelle: Ergebnis der Volkszählung 2011 |            |            |          |          |        |         |        |        |         |         |       |        |        |         |               |               |         |          |

## Bildung
Trotz bedeutender Anstrengungen ist das Ziel der vollständigen Alphabetisierung noch weit entfernt. Es bestehen starke Unterschiede bei der Alphabetisierung zwischen den Geschlechtern und der Stadtbevölkerung und der Einwohnerschaft auf dem Land. Während 9 von 10 männlichen Personen unter der Stadtbevölkerung lesen und schreiben können, liegt die Alphabetisierung der weiblichen Landbevölkerung bei 2 von 3 Personen. Den Stand der Alphabetisierung zeigt die folgende Tabelle:
| Alphabetisierung im Distrikt Papum Pare |                   |                   |
| Einheit                                 | Volkszählung 2011 | Volkszählung 2011 |
| Einheit                                 | Anzahl            | Anteil            |
| GESAMT                                  | 121.048           | 79,95 %           |
| Männer                                  | 65.794            | 86,06 %           |
| Frauen                                  | 55.254            | 73,72 %           |
| STADT GESAMT                            | 71.447            | 84,74 %           |
| Stadt-Männer                            | 38.521            | 90,10 %           |
| Stadt-Frauen                            | 32.926            | 79,22 %           |
| LAND GESAMT                             | 49.601            | 73,94 %           |
| Land-Männer                             | 27.273            | 80,93 %           |
| Land-Frauen                             | 22.328            | 66,88 %           |
| Quelle: Ergebnis der Volkszählung 2011  |                   |                   |

## Verwaltungsgliederung
Der Distrikt ist in die vier Sub-Divisionen Balijan, Doimukh, Kimin und Sagalee gegliedert, die wiederum aus insgesamt 17 Kreisen (circles) bestehen.